# WolveSpirit
WolveSpirit ist eine deutsche Rockband aus Würzburg.

## Geschichte
Im Jahre 2009 gründeten die Brüder Oliver und Richard Eberlein sowie die Amerikanerin Deborah „Debbie“ Craft die Band WolveSpirit, nachdem sie bereits zuvor in verschiedenen Formationen zusammen gespielt hatten. Nachdem zunächst einige Demo-Songs aufgezeichnet worden waren, nahm das griechische Label Sleaszy Rider Records die Band unter Vertrag und veröffentlichte 2011 ihr Debütalbum Spirit Metal. Unzufrieden mit der Zusammenarbeit, kündigte WolveSpirit den Vertrag mit Sleaszy Rider Records noch im selben Jahr. Mit neuem Demomaterial nahmen WolveSpirit Kontakt mit dem Produzenten Michael Wagener auf, der sich für eine Zusammenarbeit mit WolveSpirit entschied. Ihr zweites Album Dreamcatcher produzierten WolveSpirit 2012 in den eigenen Spirit Stone Studios, während Michael Wagener den Mix übernahm. Dreamcatcher wurde 2013 unter den Eigenlabel Spirit Stone Records veröffentlicht. Es folgten vermehrt Liveauftritte vor allem in Deutschland und auf Festivals.
Manfred Hertlein entdeckte 2014 die Band und engagierte sie für die anstehende Uriah-Heep-Tour in Deutschland als Vorgruppe. Im gleichen Jahr kam Schlagzeuger Daniel Scholz in die Band und Michael Wagener produzierte das nächste Album der Band im Wire World Studio in Nashville, Tennessee. Das Album Free wurde 2015 veröffentlicht und schaffte es auf eine Topplatzierung der deutschen Independentcharts. Es war Tipp des Monats im Good Times und Special Tip im Break Out Magazin. Während einer Tourauszeit reiste WolveSpirit im September 2015 erneut nach Nashville, um dort wieder mit Michael Wagener die EP Dreamer zu produzieren, die im Dezember 2015 veröffentlicht wurde. Noch im Jahr 2015 war WolveSpirit erneut als Special Guest mit Uriah Heep auf Tour. 2016 ging WolveSpirit auf Tour mit den Spiritual Beggars. Die Tour verlief durch Deutschland, Belgien und Frankreich. Noch im selben Jahr reiste die Band nach Nashville und produzierte mit Produzent Andrija Tokic (Produzent von Alabama Shakes) im Bombshelter Studio ihr Album Blue Eyes, das 2017 unter dem Label Spirit Stone Records und in Zusammenarbeit mit Cargo Records veröffentlicht wurde.  Mit Veröffentlichung des Albums folgte auch die offizielle Blue-Eyes-Tour im Frühjahr 2017 durch Deutschland.
Im August 2017 erfolgte erneut eine Reise nach Nashville. Dort nahmen WolveSpirit das Album Fire and Ice im Southern Ground Studio mit Produzent Dave Betchel auf. Im Jahr 2018 kamen Timo Müller als neuer Schlagzeuger und sein Bruder Philip Müller als Bassist in die Band. Die Veröffentlichung von Fire and Ice im Oktober 2018 ging mit einer Tour durch Deutschland einher, die im Dezember 2018 endete. 2019 nutzte WolveSpirit eine Konzertpause, um neue Songs zu schreiben. Dies führte zu einer erneuten Produktion mit Dave Betchel im Southern Ground Studio in Nashville im August 2019. Die Bekanntgabe eines Albumnamens und der Zeitpunkt der Veröffentlichung standen noch aus. Im selben Jahr trat Timo Müller als Schlagzeuger aus der Band zurück und Martin Straube, Schlagzeuger von der Band Bonesetter, wurde offiziell als neuer Schlagzeuger von WolveSpirit ernannt. Anfang November 2019 kam es zu Gesprächen mit dem Management Iron Will in Köln. Ein paar Monate später wurde WolveSpirit von Iron Will unter Vertrag genommen und auf deren Seite angekündigt. Im Frühjahr 2020 kam schließlich Marco Tullius als neuer Bassist hinzu.

## Galerie

Wolvespirit live 2015
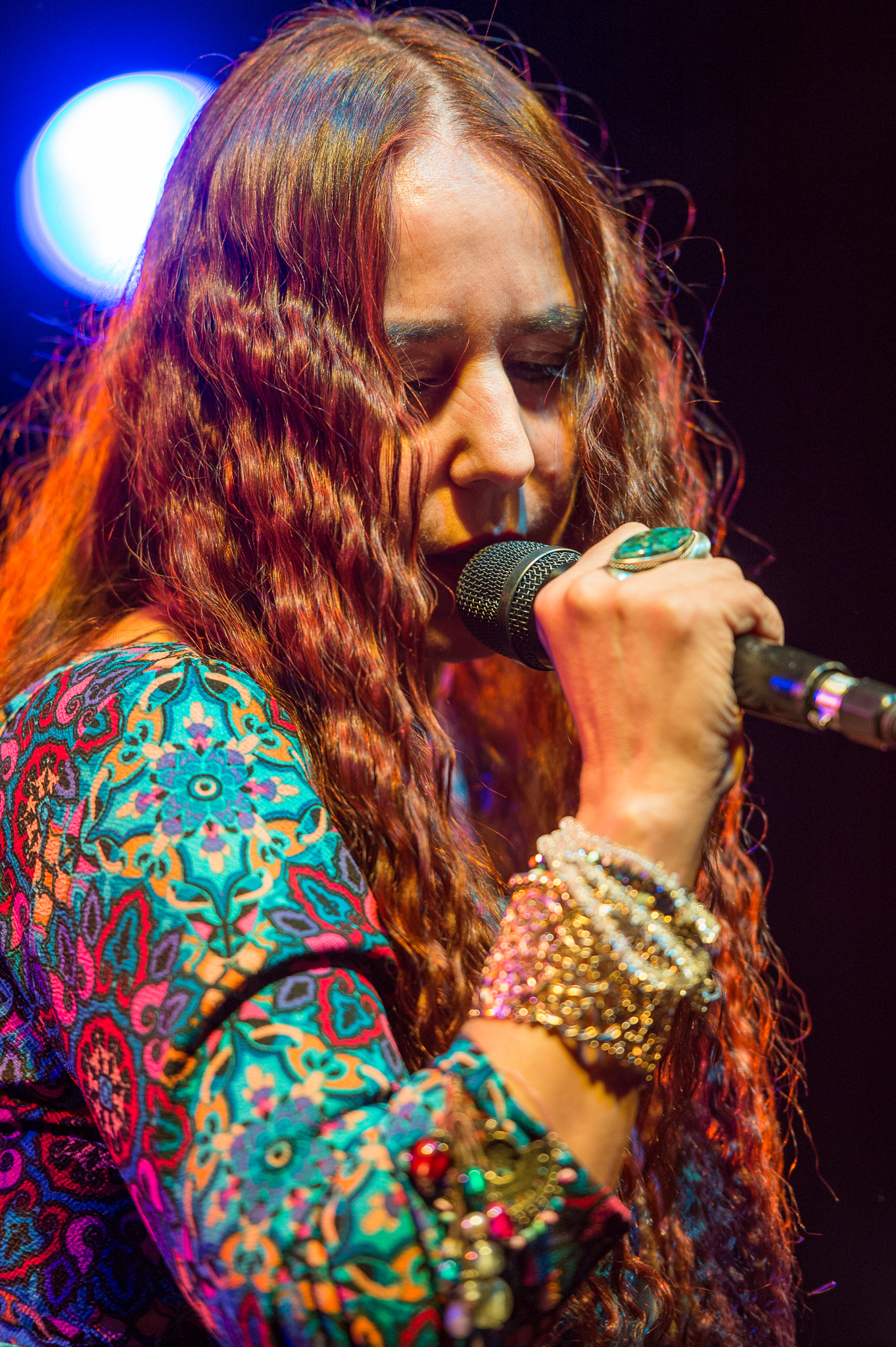
Debby Craft
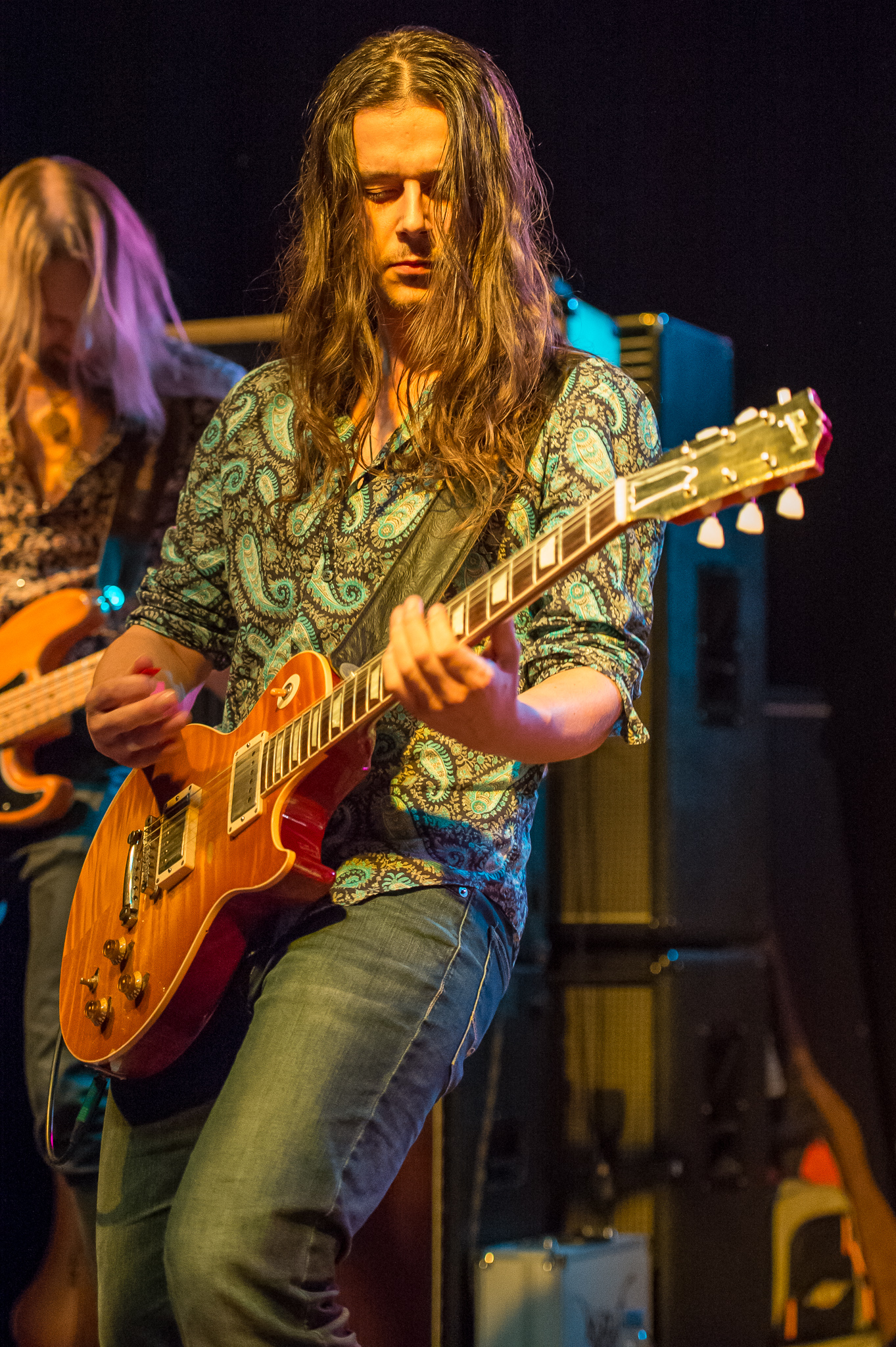
Richard "Rio" Eberlein
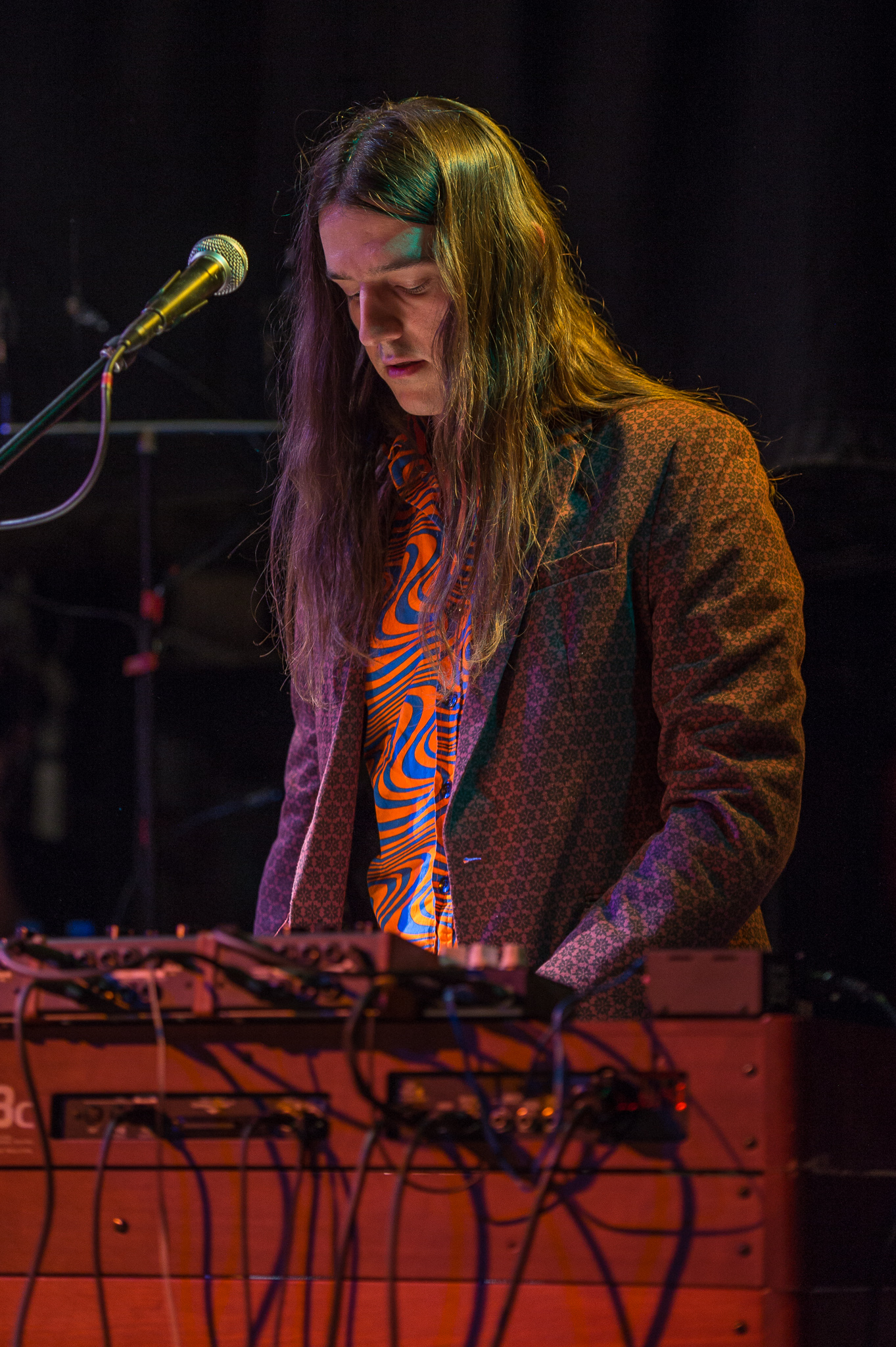
Oliver Eberlein
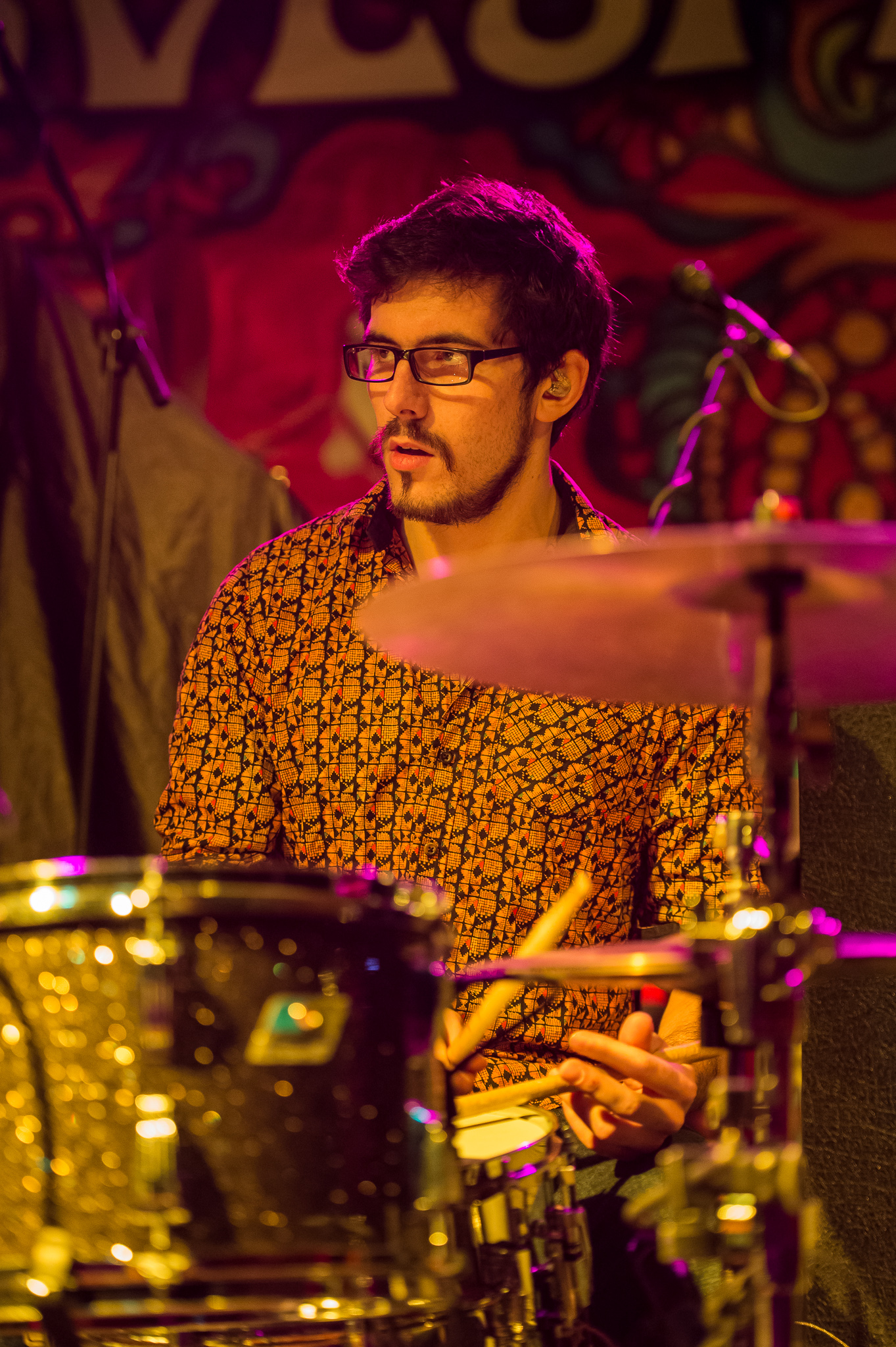
Daniel Erich Scholz

## Diskografie

### Alben
- 2011: Spirit Metal
- 2013: Dreamcatcher
- 2015: Free
- 2017: Blue Eyes
- 2018: Fire and Ice
- 2022: Change the World
- 2025: Bullshit

### EPs und Singles
- 2012: Blowin Up (EP)
- 2015: Moonlight (Single)
- 2015: Dreamer (EP)